# Missões diplomáticas da Sérvia

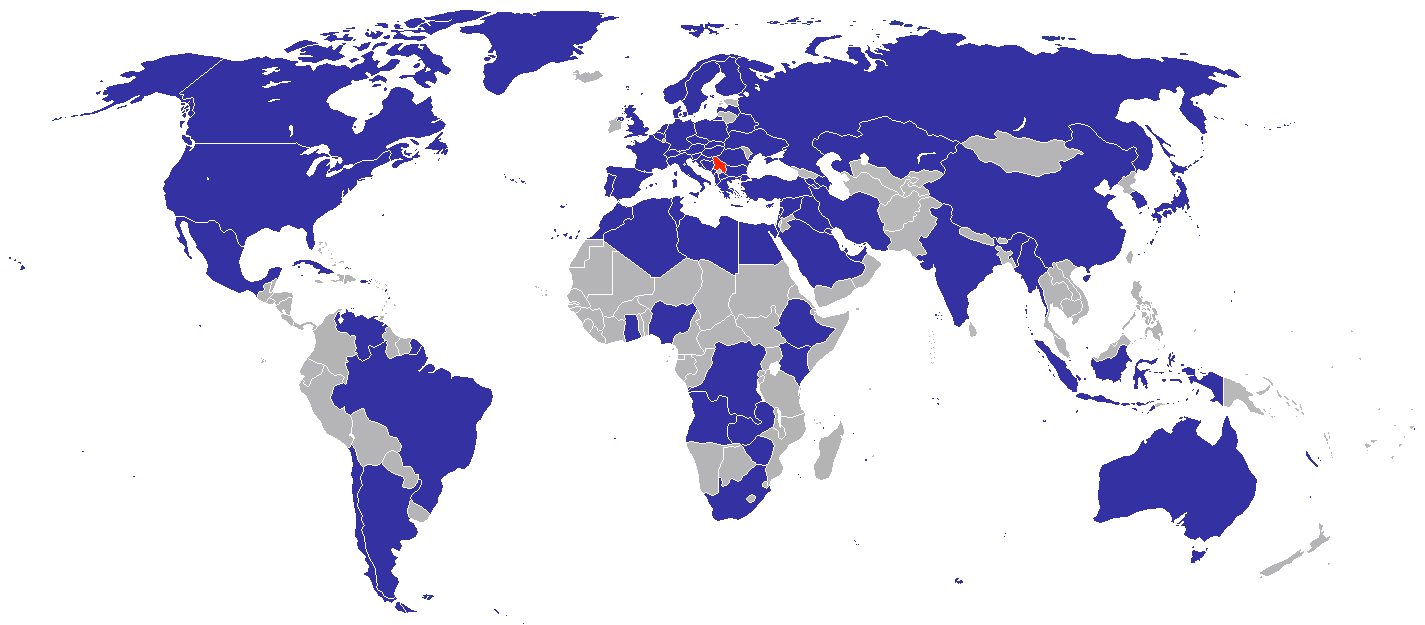
Missões diplomáticas da Sérvia
Sérvia
Embaixadas
Fechadas temporariamente

Abaixo se encontram as embaixadas e consulados da Sérvia:

## Europa

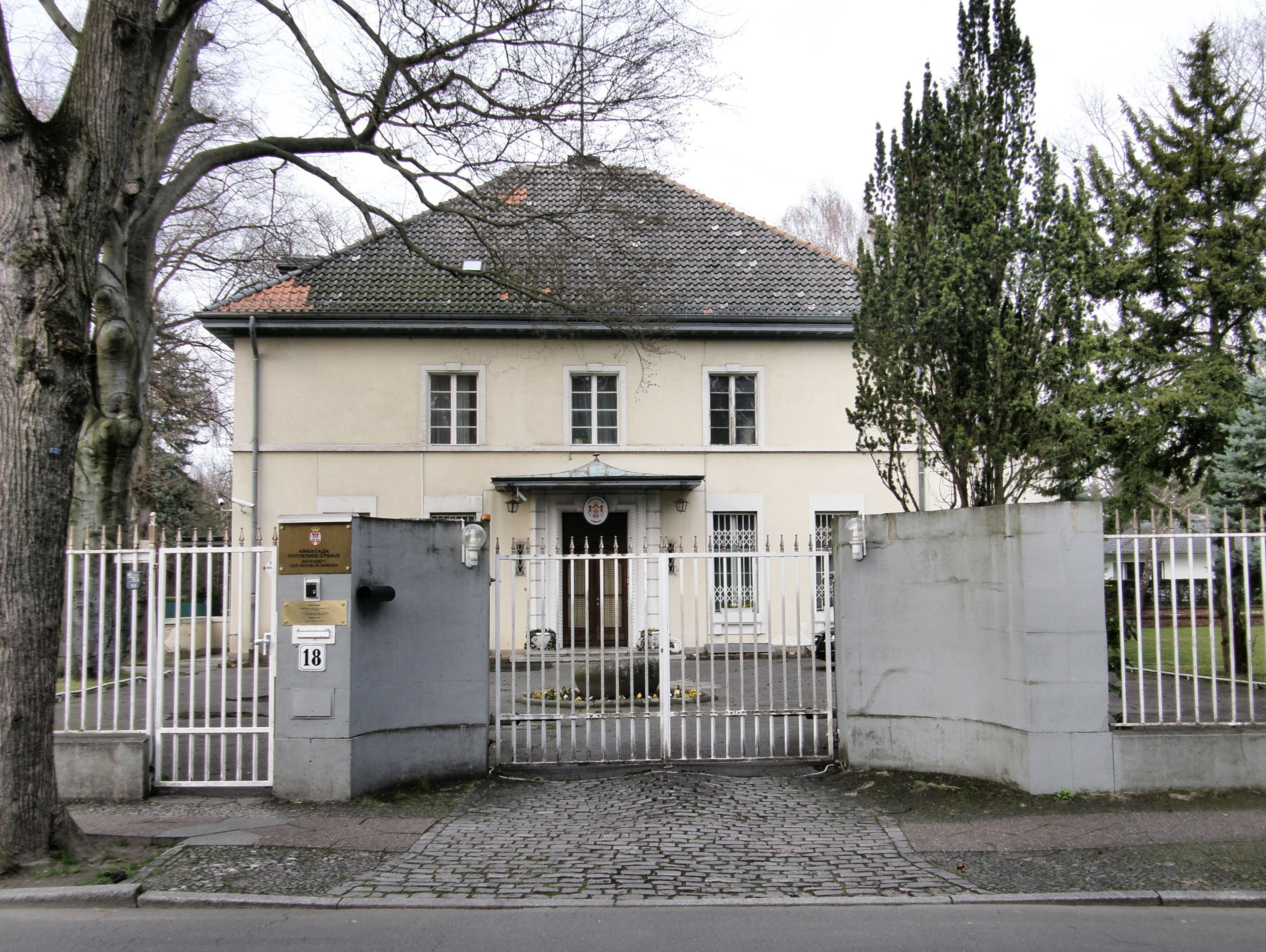
Embaixada da Sérvia em Berlim

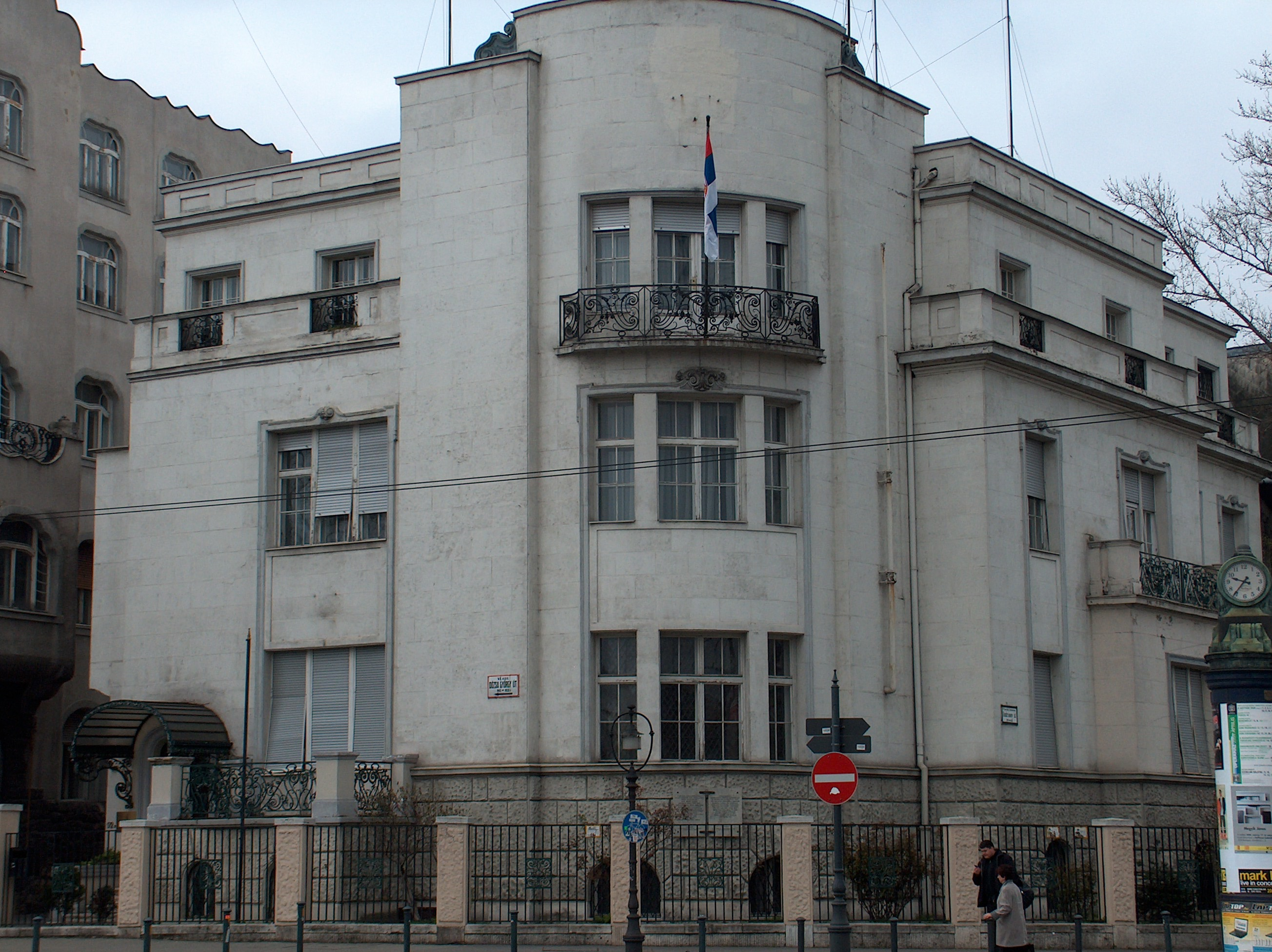
Embaixada da Sérvia em Budapeste

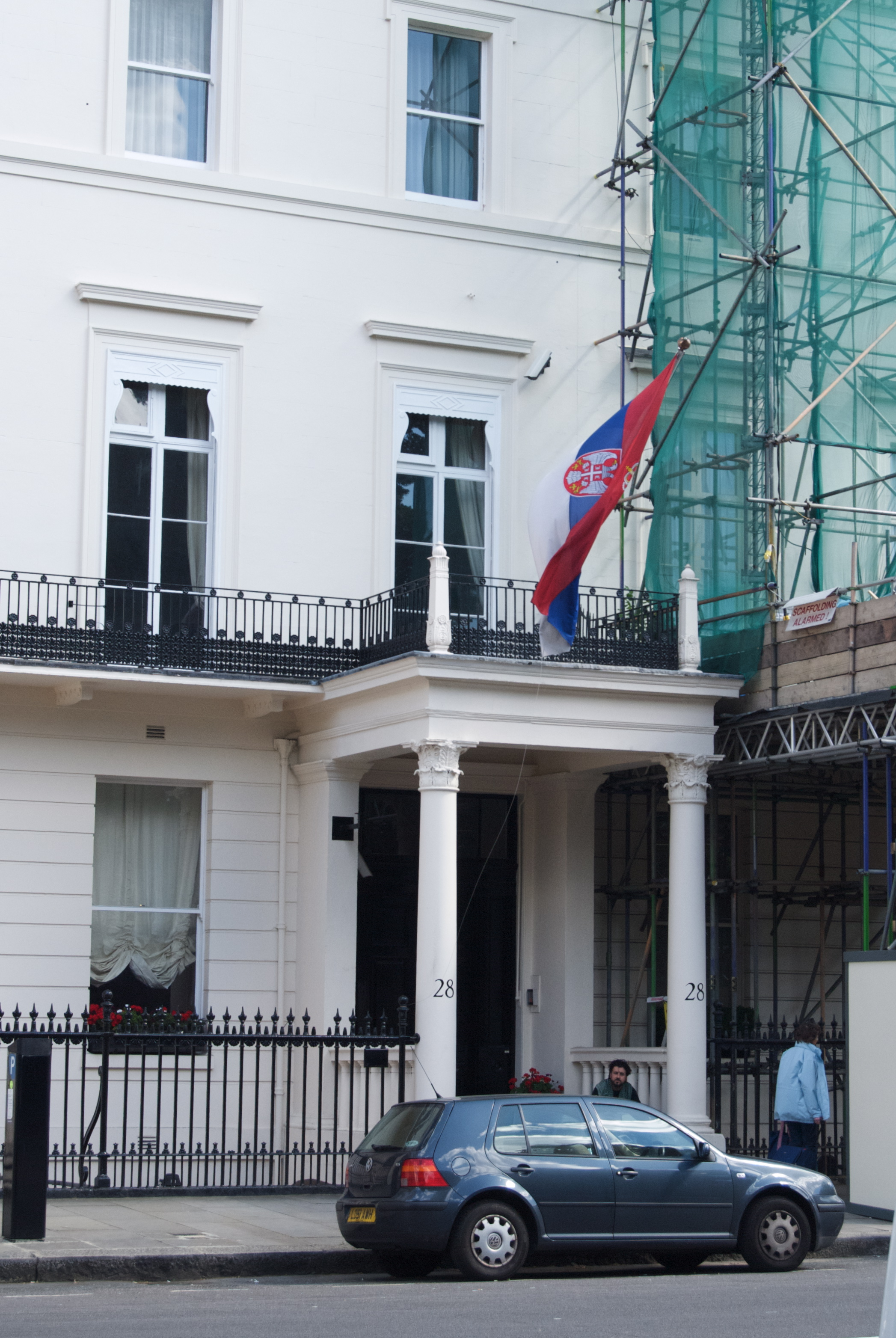
Embaixada da Sérvia em Londres

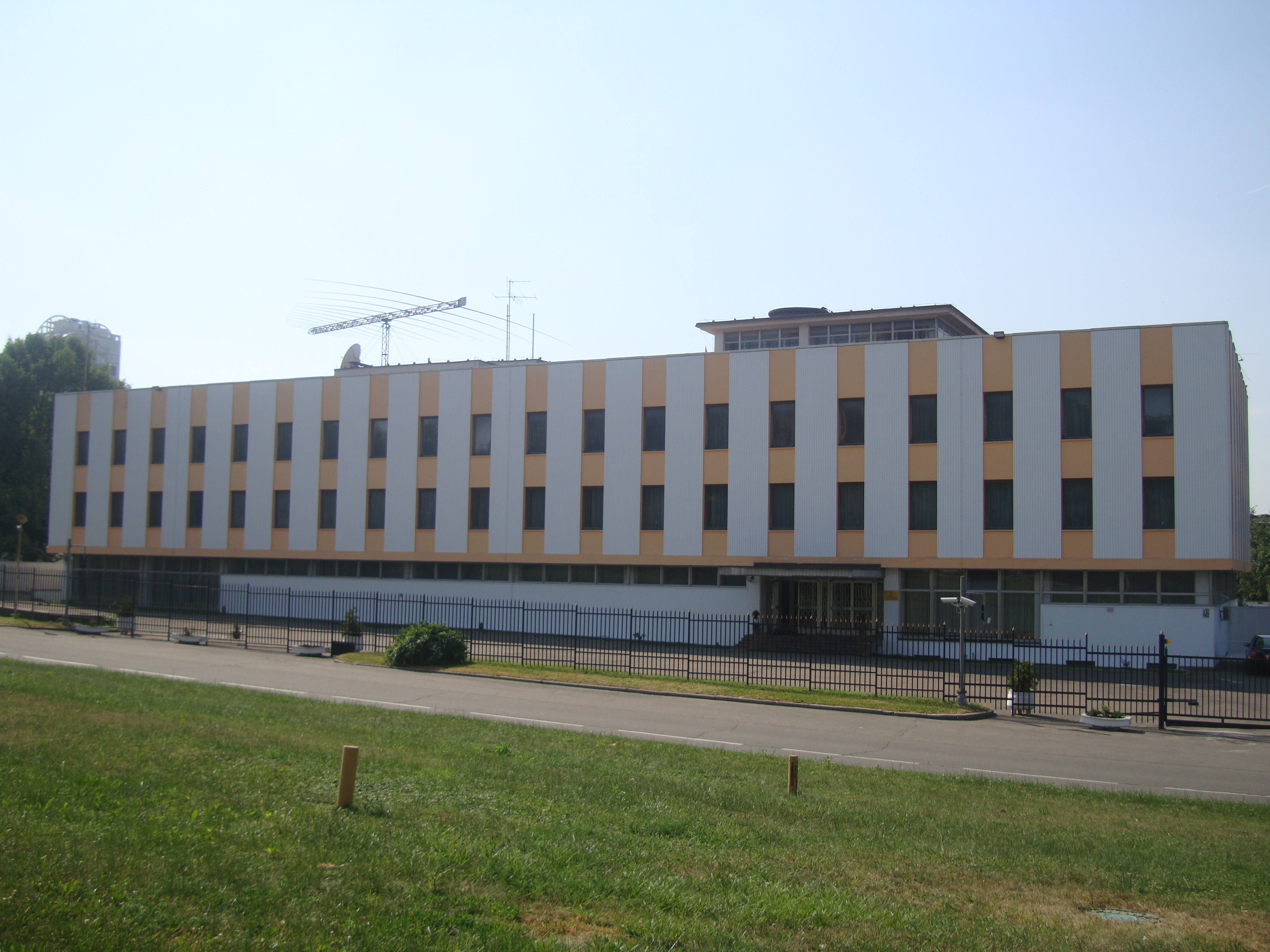
Embaixada da Sérvia em Moscou

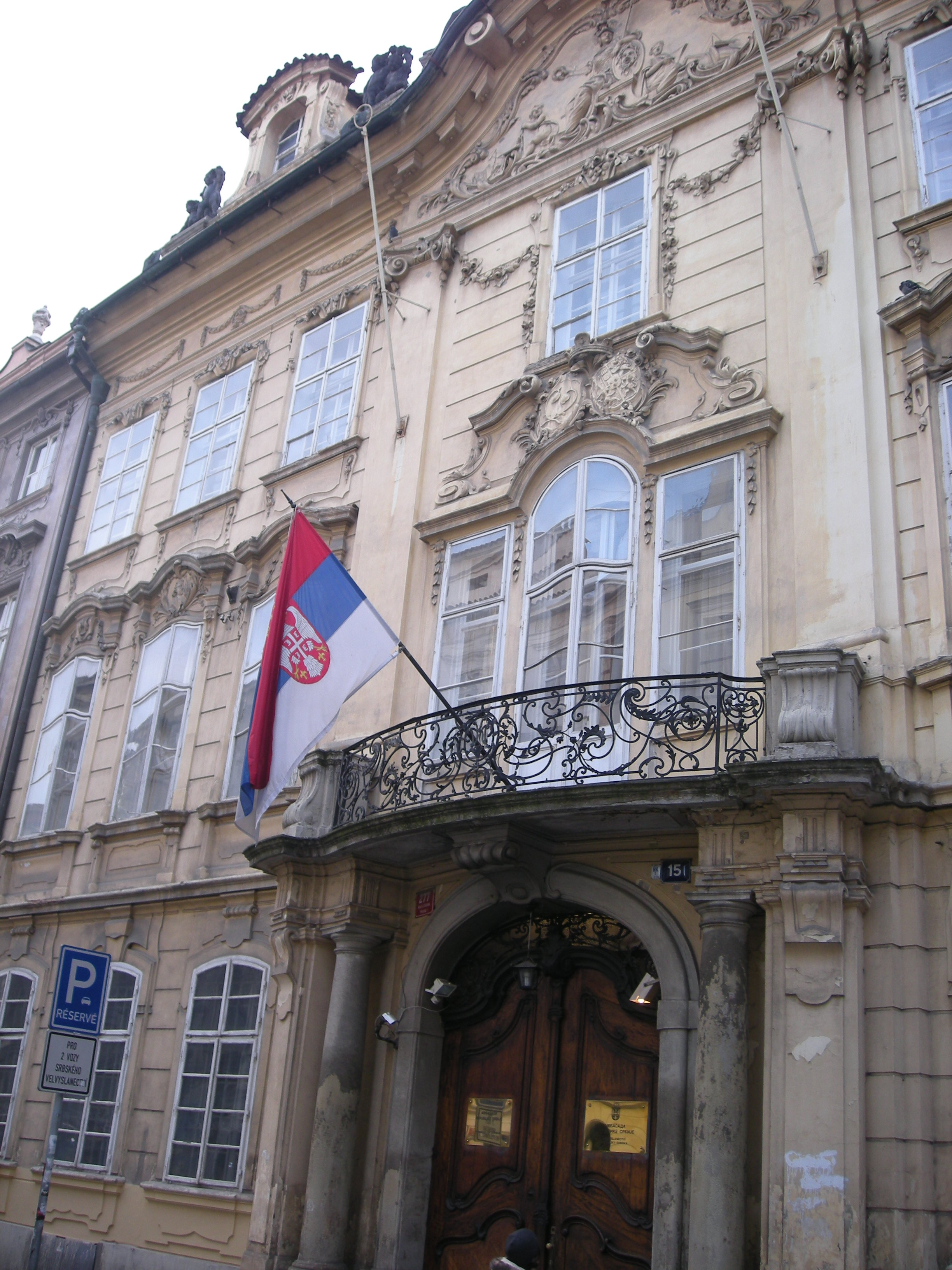
Embaixada da Sérvia em Praga

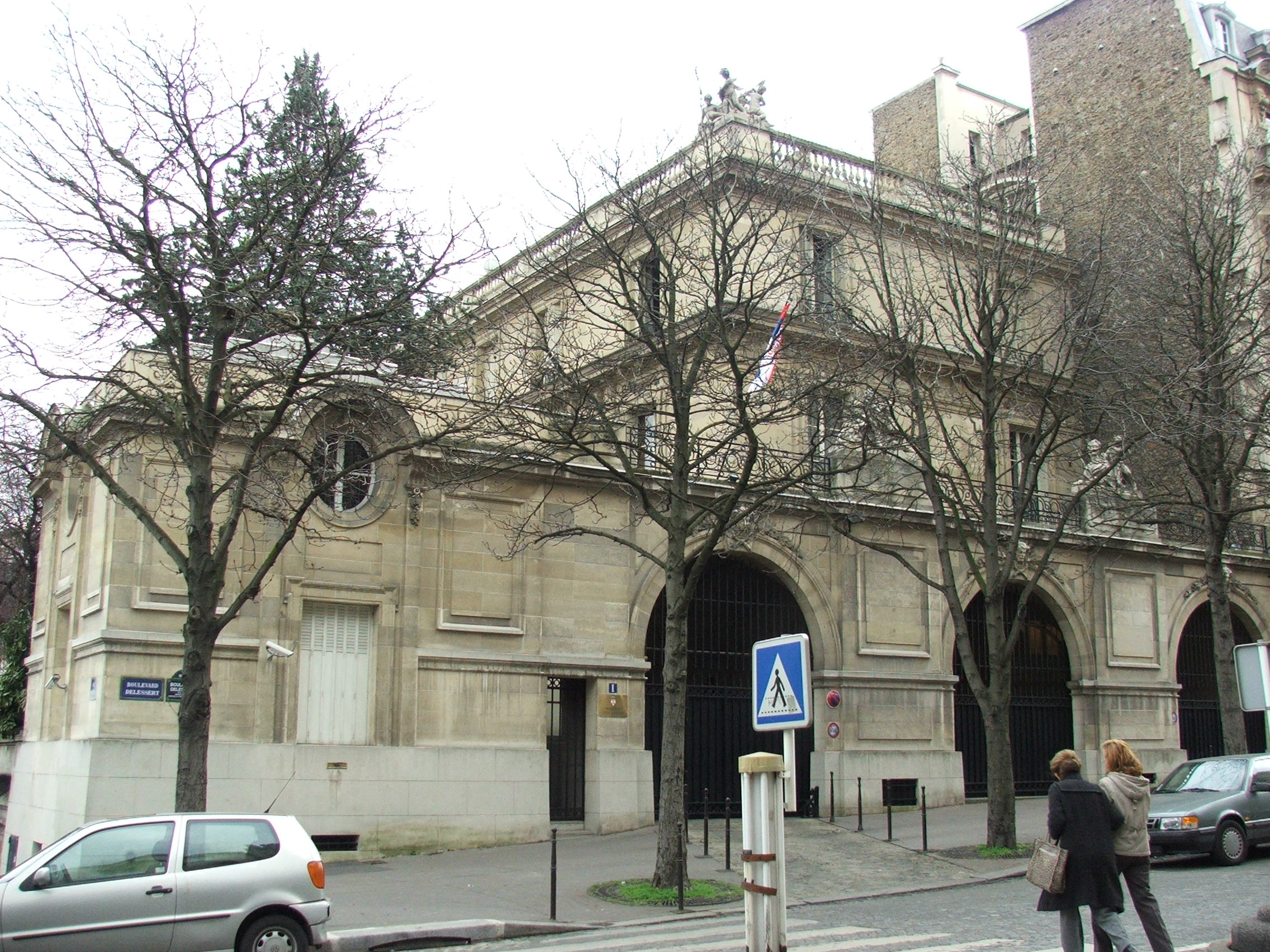
Residência da Embaixada da Sérvia em Paris

- Albânia
  - Tirana (Embaixada)
- Alemanha
  - Berlim (Embaixada)
  - Dusseldórfia (Consulado-Geral)
  - Francoforte (Consulado-Geral)
  - Hamburgo (Consulado-Geral)
  - Munique (Consulado-Geral)
  - Estugarda (Consulado-Geral)
- Áustria
  - Viena (Embaixada)
  - Salzburgo (Consulado-Geral)
- Azerbaijão
  - Bacu (Embaixada)
- Bélgica
  - Bruxelas (Embaixada)
- Bielorrússia
  - Minsque (Embaixada)
- Bósnia e Herzegovina
  - Saraievo (Embaixada)
  - Banja Luka (Consulado-Geral)
- Bulgária
  - Sófia (Embaixada)
- Chipre
  - Nicósia (Embaixada)
- Croácia
  - Zagrebe (Embajada)
  - Rijeka (Consulado-Geral)
  - Vukovar (Consulado-Geral)
- Dinamarca
  - Copenhague (Embaixada)
- Eslováquia
  - Bratislava (Embaixada)
- Eslovênia
  - Liubliana (Embaixada)
- Espanha
  - Madrid (Embaixada)
- França
  - Paris (Embaixada)
  - Estrasburgo (Consulado-Geral)
- Grécia
  - Atenas (Embaixada)
  - Salônica (Consulado-Geral)
- Hungria
  - Budapeste (Embaixada)
- Itália
  - Roma (Embaixada)
  - Milão (Consulado-Geral)
  - Trieste (Consulado-Geral)
- Macedônia do Norte
  - Escópia (Embaixada)
- Montenegro
  - Podgorica (Embaixada)
- Noruega
  - Oslo (Embaixada)
- Países Baixos
  - Haia (Embaixada)
- Polónia
  - Varsóvia (Embaixada)
- Portugal
  - Lisboa (Embaixada)
- Reino Unido
  - Londres (Embaixada)
- Chéquia
  - Praga (Embaixada)
- Roménia
  - Bucareste (Embaixada)
  - Timişoara (Consulado-Geral)
- Rússia
  - Moscou (Embaixada)
- Vaticano
  - Vaticano (Embaixada)
- Suécia
  - Estocolmo (Embaixada)
- Suíça 
  - Berna (Embaixada)
  - Zurique (Consulado-Geral)
- Ucrânia
  - Quieve (Embaixada)

## América
- Argentina
  - Buenos Aires (Embaixada)
- Brasil
  - Brasília (Embaixada)
- Canadá
  - Ottawa (Embaixada)
  - Toronto (Consulado-Geral)
- Cuba
  - Havana (Embaixada)
- Estados Unidos
  - Washington, D.C (Embaixada)
  - Chicago (Consulado-Geral)
  - Nova Iorque (Consulado-Geral)
- México
  - Cidade do México (Embaixada)
- Peru
  - Lima (Embaixada)

## Oriente Médio
- Irão
  - Teerã (Embaixada)
- Iraque
  - Bagdá (Embaixada)
- Israel
  - Telavive (Embaixada)
- Kuwait
  - Cuaite (Embaixada)
- Síria
  - Damasco (Embaixada)
- Turquia
  - Ancara (Embaixada)
  - Istambul (Consulado-Geral)

## África
- Angola
  - Luanda (Embaixada)
- Argélia
  - Argel (Embaixada)
- Egito
  - Cairo (Embaixada)
- Etiópia
  - Adis Abeba (Embaixada)
- Quênia
  - Nairóbi (Embaixada)
- Líbia
  - Trípoli (Embaixada)
- Marrocos
  - Rabat (Embaixada)
- Nigéria
  - Abuja (Embaixada)
- África do Sul
  - Pretória (Embaixada)
- Tunísia
  - Tunes (Embaixada)
- Zâmbia
  - Lusaka (Embaixada)

## Ásia
- Myanmar
  - Yangon (Embaixada)
- China
  - Pequim (Embaixada)
  - Xangai (Consulado-Geral)
- Coreia do Sul
  - Seul (Embaixada)
- Índia
  - Nova Deli (Embaixada)
- Indonésia
  - Jacarta (Embaixada)
- Japão
  - Tóquio (Embaixada)

## Oceania

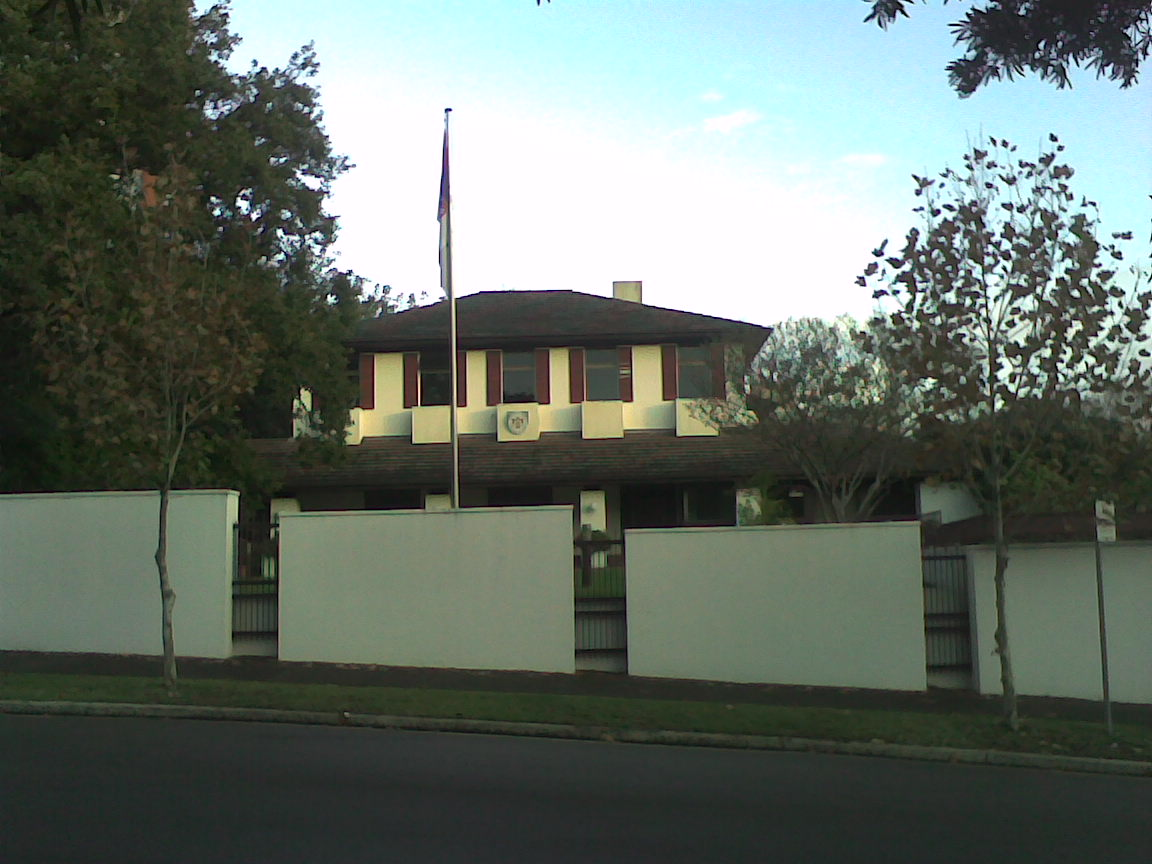
Consulado-Geral da Sérvia em Sydney

- Austrália
  - Canberra (Embaixada)
  - Sydney (Consulado-Geral)

## Organizações Multilaterais
- - Bruxelas (Missão Permanente do país ante a União Europeia)
  - Genebra (Missão Permanente do país ante as Nações Unidas e outras organizações internacionais)
  - Nairóbi (Missão Permanente do país ante as Nações Unidas e outras organizações internacionais)
  - Nova Iorque (Missão Permanente do país ante as Nações Unidas)
  - Paris (Missão Permanente do país ante a Unesco)
  - Roma (Missão Permanente do país ante a Organização das Nações Unidas para Agricultura e Alimentação)
  - Viena (Missão Permanente do país ante as Nações Unidas)